# Na postupu (Holan)
Na postupu (cz. W toku) – tomik wierszy czeskiego poety Vladimíra Holana opublikowany w 1964. Zawiera wiersze pisane w latach 1943-1948.